# پایگاه هوایی گاتینئا اتاوا
پایگاه هوایی گاتینئا اتاوا (به انگلیسی: Ottawa/Gatineau Water Aerodrome) یک فرودگاه همگانی است که یک باند فرود آب دارد. این فرودگاه در کشور کانادا قرار دارد و در ارتفاع ۳۸ متری از سطح دریا واقع شده است.